# هایلیگن‌هافن
شهر هایلیگن‌هافندر ایالت اشلسویگ-هل‌اشتاین در کشور آلمان واقع شده‌است.